# John Butler Yeats
John Butler Yeats [jeɪts] (* 16. März 1839 in Lawrencetown, County Down; † 3. Februar 1922 in New York City) war ein irischer Jurist und Maler.

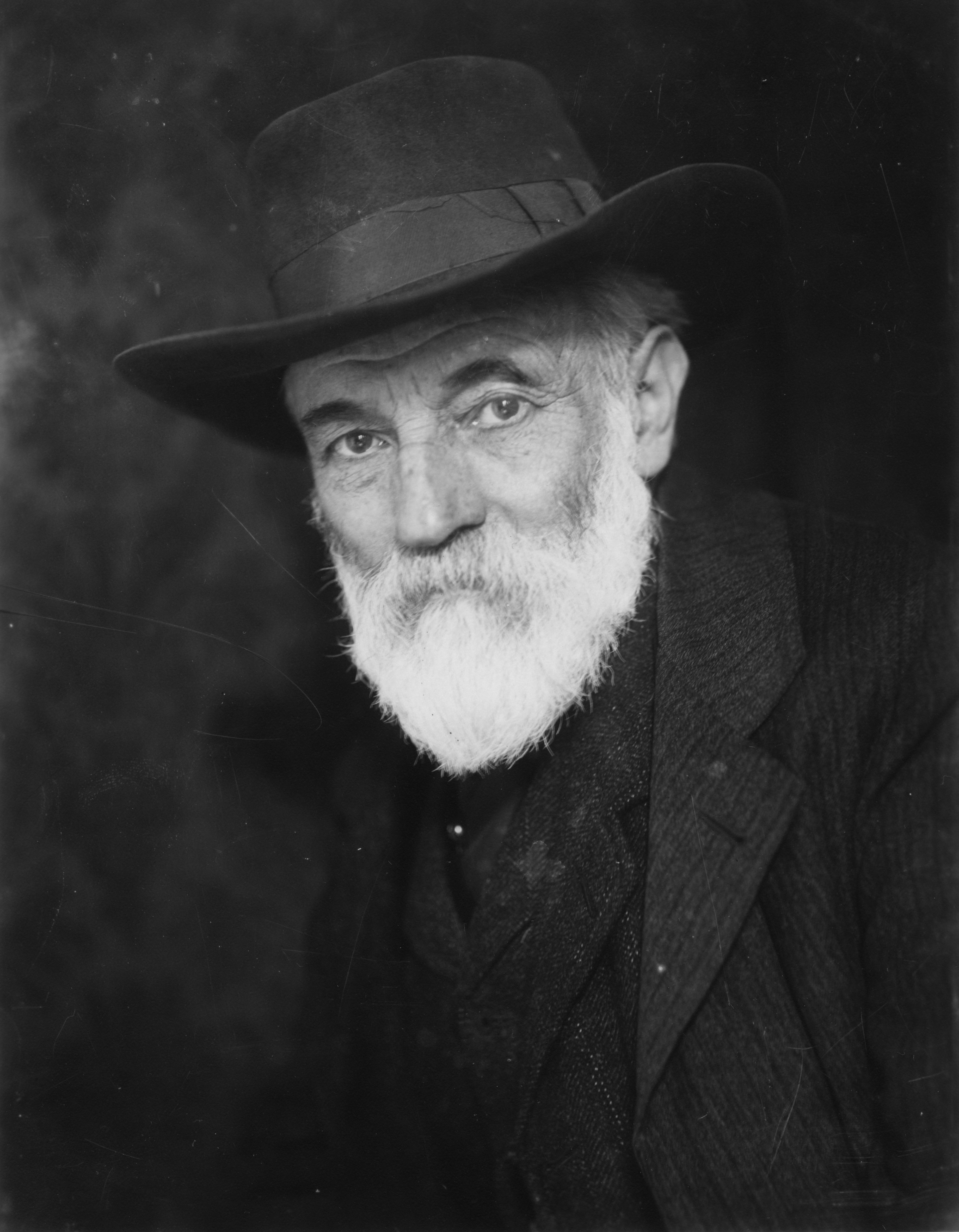
John Butler Yeats (fotografiert von Alice Boughton)

## Leben
John Butler Yeats wurde als ältestes von neun Kinder der Eheleute William Butler Yeats (1806–1862) und Jane Grace Corbert. Er studierte zunächst am Trinity College Dublin Rechtswissenschaften. Nach seinem Abschluss arbeitete er in der Kanzlei von Isaac Butt.
1863 heiratete Yeats Susan Pollexfen (1841–1900) in der Johanniskirche von Sligo. Mit ihr hatte er sechs Kinder: William Butler Yeats (1865–1939), Lily Yeats (1866–1949), Elizabeth Yeats (1868–1940), Robert Corbet Yeats, Jack Butler Yeats (1871–1957) und Jane Grace Yeats. Er war der Großvater des Politikers Michael Yeats.
Ab 1867 studierte er zur Bestürzung seiner Frau Kunst an der Heatherley School of Fine Art in London. Dabei spezialisierte er sich auf Porträtmalerei. Wenige Bilder sind überliefert. Einige Werke sollen im Zweiten Weltkrieg zerstört worden sein. Ein Catalogue Raisonnée existiert nicht.
Seine Werke konnte er regelmäßig erfolgreich absetzen. Dennoch blieben seine finanziellen Verhältnisse eher schwierig. Er zog häufig um, während die Kinder bei den Großeltern aufwuchsen.
1907 wanderte er gemeinsam mit seiner Tochter Lily in die USA aus. 1922 starb er in einem Boardinghouse und wurde dann auf dem Chestertown Rural Cemetery begraben. Seine Totenmaske wurde von Edmund Quinn gefertigt und befindet sich heute in der Yeats Society in Sligo.